# Hadia Bentaleb
Pour les articles homonymes, voir Bentaleb.
Hadia Bentaleb (en arabe : هادية بن طالب), née le 31 août 1980 en Algérie, est une escrimeuse algérienne.  

## Carrière
Elle est médaillée de bronze en fleuret par équipes aux Jeux africains de 2007 à Alger. Aux championnats d'Afrique d'escrime 2008 à Casablanca, elle est médaillée d'argent en épée par équipes et médaillée de bronze en fleuret par équipes.
Hadia Bentaleb représente l'Algérie aux Jeux olympiques d'été de 2008 à Pékin, qualifiée en épée individuelle. Elle perd son match préliminaire contre la Hongroise Emese Szász, avec un score de 4 à 15.